# Xã Watertown, Quận Tuscola, Michigan
Xã Watertown (tiếng Anh: Watertown Township) là một xã thuộc quận Tuscola, tiểu bang Michigan, Hoa Kỳ. Năm 2010, dân số của xã này là 2.202 người.